# Air Lease Corporation
Air Lease Corporation (ALC) es una empresa estadounidense de arrendamiento de aviones, fundada en febrero de 2010. La corporación adquiere nuevos aviones comerciales mediante pedidos directos principalmente a Airbus y Boeing, y los arrienda a sus clientes de aerolíneas de todo el mundo a través de leasing y financiación especializados en aeronaves.
Actualmente, Air Lease Corporation posee más de 899 aeronaves, que arrienda a más de 100 aerolíneas en 63 países de las principales regiones geográficas del mundo.

## Historia
Steven Udvar-Házy, presidente y consejero delegado de ALC, fue uno de los fundadores del gigante del arrendamiento de aeronaves International Lease Finance Corp. (ILFC), con sede en Century City (California), y permaneció como consejero delegado tras su venta a AIG - American International Group en 1990. Udvar-Házy dejó ILFC para fundar Air Lease Corporation en 2010 tras una disputa con AIG.
Udvar-Házy fundó Air Lease en febrero de 2010 con el antiguo director de operaciones de ILFC, John Plueger, que desempeña la misma función en la nueva empresa.

## Flota
La empresa ofrece a las compañías aéreas las siguientes aeronaves (a mayo de 2023), con dos tipos de fuselaje: estrecho y ancho, adaptándose a la capacidad de flota de cada aerolínea.
| Avión              | Descripción       | Opciones de motorización                                               | Notas                                                   |
| ------------------ | ----------------- | ---------------------------------------------------------------------- | ------------------------------------------------------- |
| Airbus A220-300    | Fuselaje estrecho | Pratt & Whitney PurePower PW1500G                                      | 50 órdenes en 2019.                                     |
| Airbus A319-100    | Fuselaje estrecho | CFM International CFM56-5B International Aero Engines-IAE V2500        |                                                         |
| Airbus A320-200    | Fuselaje estrecho | CFM International CFM56-5B International Aero Engines-IAE V2500        |                                                         |
| Airbus A320neo     | Fuselaje estrecho | CFM International LEAP-1A Pratt & Whitney PW1100G                      |                                                         |
| Airbus A321-200    | Fuselaje estrecho | CFM International CFM56-5B International Aero Engines-IAE V2500        |                                                         |
| Airbus A321neo     | Fuselaje estrecho | CFM International LEAP-1A Pratt & Whitney PW1100G                      | 23 órdenes en 2019.                                     |
| Airbus A321XLR     | Fuselaje estrecho | CFM International LEAP-1A Pratt & Whitney PurePower PW1100G-JM         | 27 órdenes en 2019. A ser entregados entre 2023 y 2025. |
| Boeing 737-700     | Fuselaje estrecho | CFM International CFM56-7B                                             |                                                         |
| Boeing 737-800     | Fuselaje estrecho | CFM International CFM56-7B                                             |                                                         |
| Boeing 737 MAX 8   | Fuselaje estrecho | CFM International LEAP-1B                                              |                                                         |
| Boeing 737 MAX 9   | Fuselaje estrecho | CFM International LEAP-1B                                              |                                                         |
| Airbus A330-200    | Fuselaje ancho    | General Electric CF6-80E1 Pratt & Whitney PW4168 Rolls-Royce Trent 772 |                                                         |
| Airbus A330-300    | Fuselaje ancho    | General Electric CF6-80E1 Pratt & Whitney PW4168 Rolls-Royce Trent 772 |                                                         |
| Airbus A330-900neo | Fuselaje ancho    | Rolls-Royce Trent 7000                                                 |                                                         |
| Airbus A350-900    | Fuselaje ancho    | Rolls-Royce Trent XWB                                                  |                                                         |
| Airbus A350-1000   | Fuselaje ancho    | Rolls-Royce Trent XWB                                                  |                                                         |
| Boeing 777-300ER   | Fuselaje ancho    | General Electric GE90-115B                                             |                                                         |
| Boeing 787-9       | Fuselaje ancho    | General Electric GENX-1B74/75 Rolls Royce Trent 1000                   |                                                         |
| Boeing 787-10      | Fuselaje ancho    | General Electric GENX-1B74/75 Rolls Royce Trent 1000                   |                                                         |

## Clientes[6]
Los usuarios principales de Air Lease Corporation en el mundo.

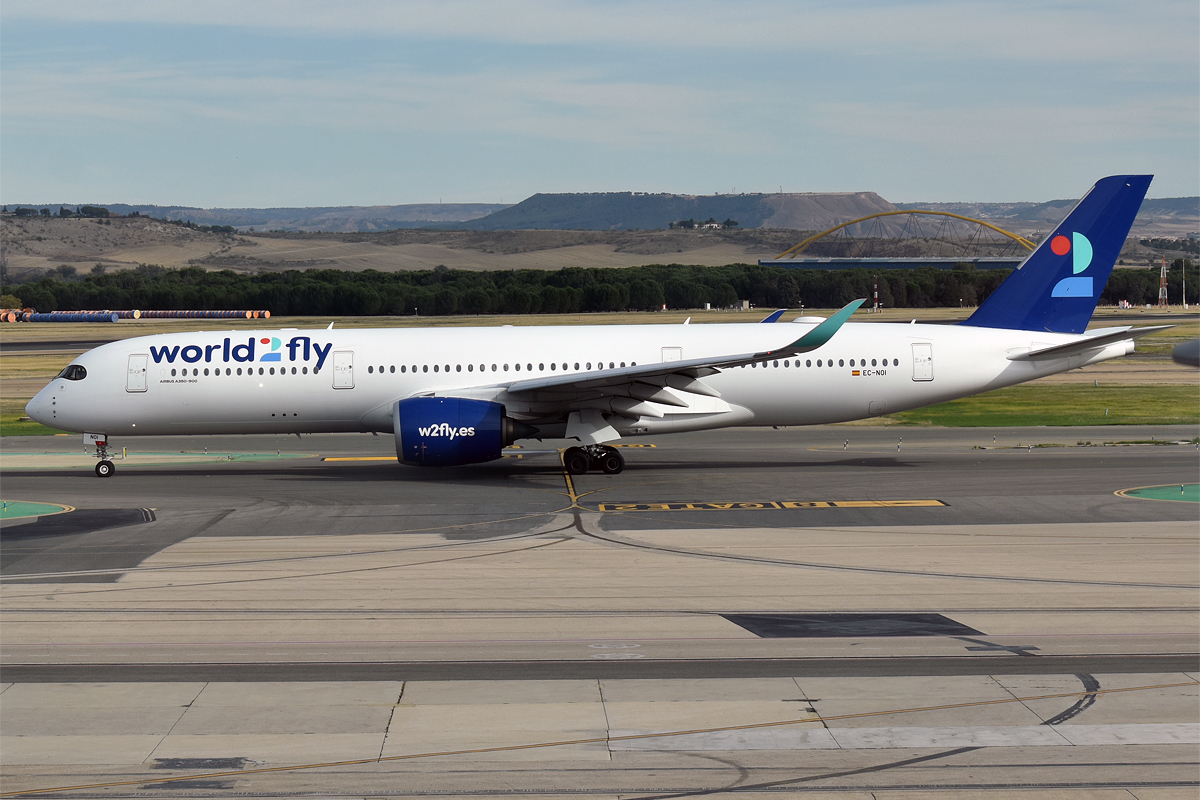
Airbus A350-941 de World2fly en el Aeropuerto Adolfo Suárez Madrid-Barajas.

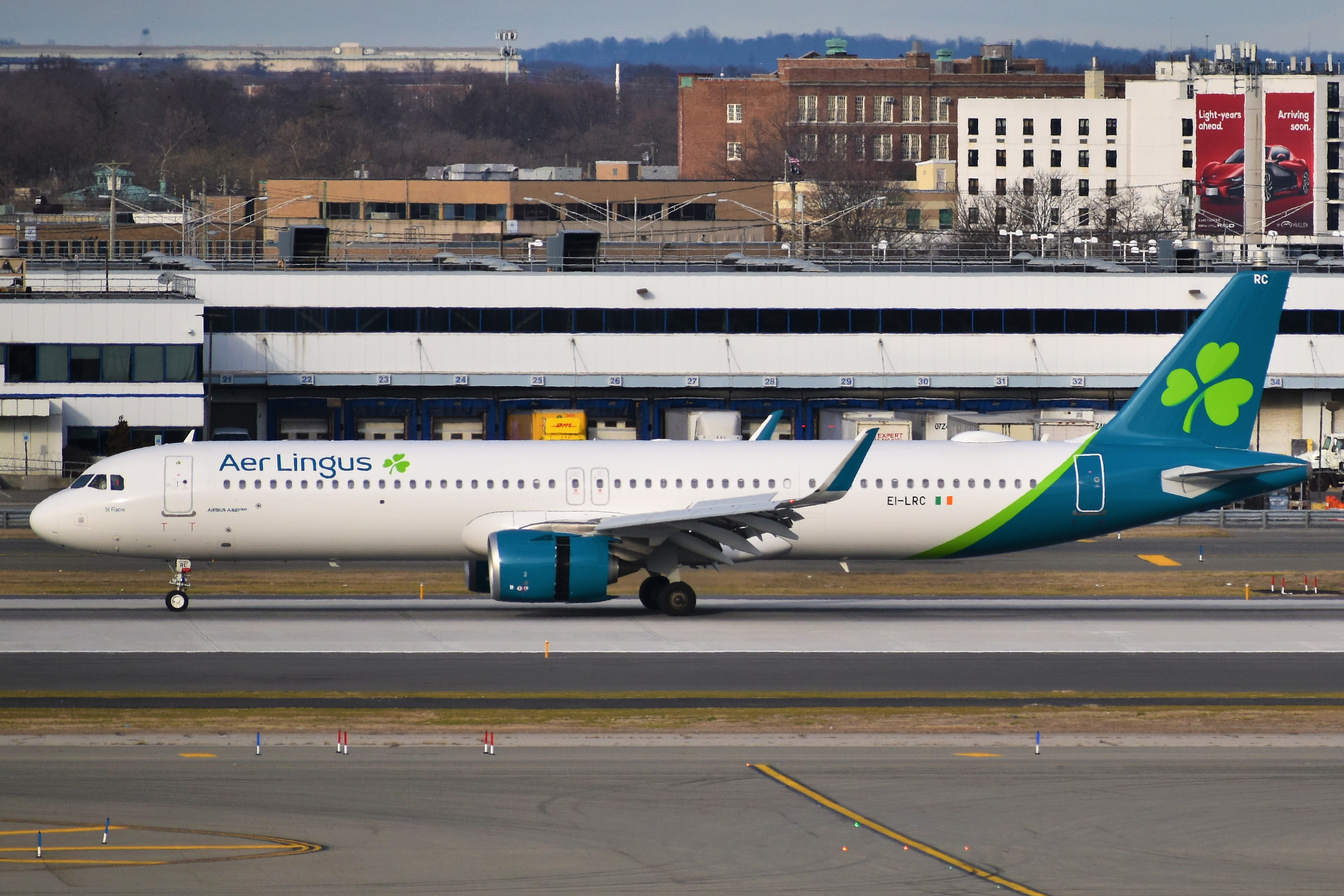
Airbus A321-253NX de Aer Lingus aterrizando en el Aeropuerto Internacional John F. Kennedy.

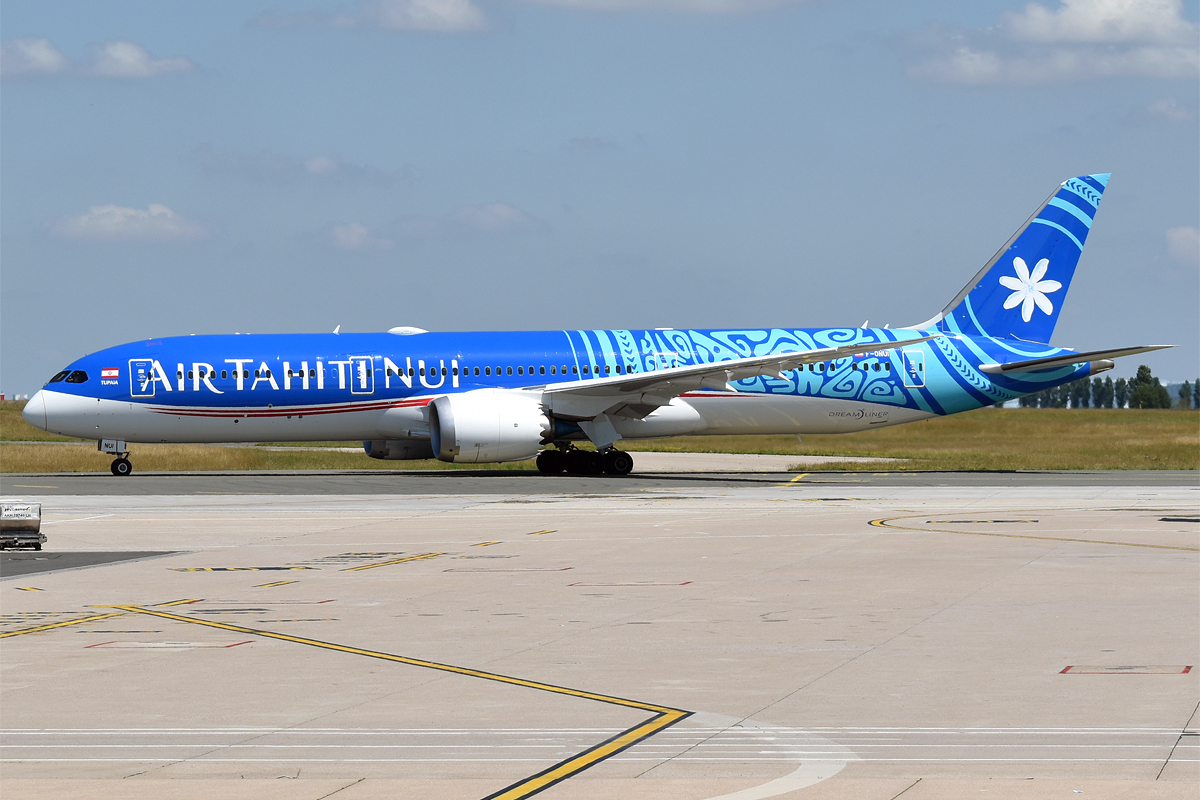
Boeing 787-9 de Air Tahiti Nui rodando por pista.

| - Aer Lingus - Aerocharter - Aeroitalia - Aerolíneas Argentinas - Aeromexico - Air Arabia - Air Astana - Air Austral - Air Canada - Air Caraïbes - Air China - Air France - Air Macau - Air Mauritius - Air New Zealand - Air Premia - Air Serbia - Air Seychelles - Air Tahiti Nui - Air Transat - Air Vanuatu - Airseven - Alaska Airlines - Allegiant Air - American Airlines - Asiana Airlines - Atlantic Airways - Avion Express - British Airways - Caribbean Airlines - Cayman Airways - China Airlines - China Eastern Airlines - China Southern - Condor - Corendon - Croatia Airlines - CSA Czech Airlines - Delta - EasyJet - El Al Israel Airlines - Emirates - Ethiopian Airlines - Etihad Airways - EVA Air - Flynas - French Bee - Frontier Airlines - Garuda Indonesia - Georgian Airways - Hainan Airlines - Hawaiian Airlines - Hifly - HiSky - Iberojet - IndiGo Airlines - ITA Airways - Jet2.com | - KlasJet - KLM Royal Dutch Airlines - Korean Air - Kunming Airlines - LATAM Airlines - LOT Polish Airlines - Malaysia Airlines - Maldivian - MIAT Mongolian Airlines - National Air Cargo - Neos - Norwegian - Novair - Okay Airways - Oman Air - Peach - Pegasus Airlines - Qanot Sharq Airlines - Royal Air Maroc - RwandAir - SAS - SATA Air Açores - SCAT Airlines - Sentra Airways - Sichuan Airlines - Sky Airline - Skymark Airlines - SmartWings - Turkish Airlines - Southwest Airlines - SpiceJet - Spirit Airlines - SriLankan Airlines - Sriwijaya Air - StarLux Airlines - Sunclass Airlines - Sunwing Airlines - Swiss International Air Lines - TAAG Angola Airlines - TAP Air Portugal - TAP Express - Titan Airways - Transavia - TUI AG - United Airlines - Vietnam Airlines - Virgin Atlantic - Vistara - Volaris - Volotea - Vueling - Wizz Air - World2fly |